# Antygrawitacja
Antygrawitacja – hipotetyczne i nigdy niezaobserwowane w sposób potwierdzony naukowo oddziaływanie fizyczne. Temat najczęściej jest wykorzystywany w science fiction
Oddziaływanie to miałoby być analogiczne do grawitacji, lecz powodujące odpychanie zamiast przyciągania mas. Według teorii inflacyjnej w czasie swego powstawania Wszechświat przez pewien czas znajdował się w stanie fałszywej próżni posiadającej ujemne ciśnienie, który to stan zasadniczo różni się od efektu antygrawitacji, jako że źródłem odpychających sił jest przestrzeń, a nie rozkład masy.
Często stała kosmologiczna wprowadzona przez Einsteina jest niepoprawnie utożsamiana z antygrawitacją, również kwintesencja lub efekty kwantowe próżni, przypisujące próżni pewną energię, brane są mylnie za przejawy działania antygrawitacji. Oddziaływania te mają jednakże inną charakterystykę niż sama grawitacja w szczególności, np. oddziaływanie pochodzące od różnej od zera stałej kosmologicznej nie jest zależne od rozkładu masy, a jedynie od rozkładu przestrzeni. Efekty te wnoszą niezmiernie małe poprawki do zachowania się ciał i są niezauważalne w laboratoriach, ale widoczne w skali kosmologicznej (kosmologia obserwacyjna). Prawdopodobnie efekty rozciągania przestrzeni, kojarzące się z odpychaniem, występowały w znacznie większym stopniu w początkach istnienia Wszechświata i trwały ok. 10-32 sekundy w trakcie etapu inflacyjnego, jednak ich mechanizm oraz w szczególności związek z antygrawitacją czy grawitacją wydaje się hipotetyczny.
Antygrawitacja definiowana jako fizyczna siła może być określana na bazie ogólnej teorii względności jako ujemna wartość tensora energii-pędu. O ile jednak źródłem grawitacji są wszelkie postacie energii dające wkład do tegoż tensora (masa, gęstość energii promieniowania, ciśnienie), to dla antygrawitacji brakuje takiego wkładu. Jedynym, dotychczas hipotetycznym stanem, dającym wkład do tensora, może być ujemne ciśnienie istniejące dla przestrzeni znajdującej się w stanie fałszywej próżni. W szczególności istnienie masy i dodatniego ciśnienia powodowałoby spadek antygrawitacji.
Antygrawitacja bywa wybierana jako mechanizm napędowy statków kosmicznych w utworach science fiction.
Jest ona również kojarzona z hipotetyczną materią egzotyczną posiadającą ujemną masę, wywołującą oddziaływanie odwrotne do grawitacji.